# Guido Gasparinetti
Guido Gasparinetti (* 19. Jahrhundert; † 20. Jahrhundert) war ein italienischer Radrennfahrer.

## Sportliche Laufbahn
Gasparinetti war im Bahnradsport aktiv. Bei den Bahnradsport-Weltmeisterschaften 1911 in Rom gewann er beim Sieg von William Bailey die Bronzemedaille im Sprint der Amateure. 1912 fuhr er als Berufsfahrer.
Über seine weiteren Lebensdaten und Erfolge ist nichts bekannt.